# Enrique Ruiz Guiñazú
Enrique Ruiz Guiñazú (Buenos Aires, 14 ottobre 1882 – Buenos Aires, 13 novembre 1967) è stato un diplomatico e politico argentino.

## Biografia
Si laureò in Diritto e Scienze Sociali all'Università di Buenos Aires (UBA), dove avrebbe insegnato dal 1912 al 1930. Insegnò anche all'Università Nazionale di La Plata dal 1924 al 1930. Lavorò anche come banchiere.4
Nel 1930 decise di dedicarsi alla diplomazia; fu plenipotenziario in Svizzera dal 1931 al 1935 e delegato permanente alla Società delle Nazioni dal 1935 al 1939. Dalla sua posizione nella Società delle Nazioni mantenne forti contatti con il console argentino a Berlino, Jorge Amuchástegui, durante l'ascesa di Adolf Hitler, cosa che suscitò polemiche, specie per il rifiuto, o in alcuni casi il ritiro, di passaporti ai cittadini ebrei argentini.
Nel 1939 fu nominato ambasciatore presso la Santa Sede dal presidente Roberto M. Ortiz, incarico che mantenne fino al 1941, quando Ortiz gli chiese di assumere il ministero degli Esteri argentino. Assunse l'incarico il 27 giugno 1942 e vi rimase fino al colpo di stato del 1943. Già prima dell'ingresso degli Stati Uniti nella seconda guerra mondiale, Ruiz Guiñazú si era fatto una reputazione di simpatizzante del fascismo presso gli ambienti diplomatici statunitensi: le sue frequenti lodi di Benito Mussolini e Francisco Franco portarono il diplomatico americano Sumner Welles a scrivere che Ruiz Guiñazú era "uno degli uomini più stupidi che abbiano mai ricoperto una carica nella fiera storia dell'Argentina". Estimatore del falangismo, Ruiz Guiñazú sostenne la neutralità argentina nella seconda guerra mondiale e lispanità come ministro degli Esteri. Nei suoi incarichi, che coincisero con lo scoppio della seconda guerra mondiale, cercò sempre di mantenere una posizione neutrale. Alla conferenza panamericana tenutasi a Rio de Janeiro nel gennaio 1942, Ruiz Guiñazú spinse un'agenda a favore delle potenze dell'Asse, facendo in modo che la formulazione dell'accordo guidato dagli Stati Uniti fosse modificata da un "impegno" a interrompere le relazioni diplomatiche con l'Asse a una "raccomandazione". Alla fine il presidente Ramón Castillo mantenne relazioni aperte con Germania, Giappone e Italia per tutta la durata della sua presidenza.
Apparentemente alla ricerca di un accordo di pace, Ruiz Guiñazú e il suo principale consigliere Mario Amadeo collaborarono strettamente con le potenze dell'Asse, inviando Juan Carlos Goyeneche in Europa come proprio inviato e chiedendo all'ambasciatore tedesco Edmund von Thermann di inoltrare a Joachim von Ribbentrop i piani per un vertice di pace ospitato dall'Argentina, in cui sarebbe stato riconosciuto ufficialmente il dominio nazista sull'Europa. Tuttavia, l'idea non approdò a nulla e il periodo di Ruiz Guiñazú come ministro degli Esteri si concluse con il golpe del 1943.

## Famiglia
Sposatosi con María Celina Cantilo Ortiz Basualdo, ebbe otto figli, la più giovane delle quali fu Magdalena Ruiz Guiñazú, che si affermerà come una nota scrittrice e giornalista.